# Kara Lynn Joyce
Kara Lynn Joyce (Brooklyn, 25 de outubro de 1985) é uma nadadora norte-americana, ganhadora de quatro medalhas de prata em Jogos Olímpicos.